# Um Dia, Um Adeus
Um Dia, Um Adeus é uma canção composta por Guilherme Arantes, e gravada pelo próprio no seu álbum epônimo de 1987.

## Composição
Guilherme Arantes conta que Um Dia, Um Adeus foi composta como arma para acalmar a sua esposa, a modelo Luiza Cunha. À época, sua canção ‘O Fio da Navalha’ fazia parte da trilha-sonora da  novela “Partido Alto” da Rede Globo. Por conta disso, ele foi convidado a fazer um clipe para o Fantástico desta música (‘O Fio da Navalha’). No momento da gravação, porém, Guilherme ficou sabendo que teria que dar um beijo na mocinha do clipe, a atriz Silvia Pfeifer. Temendo a reação da esposa, Guilherme ligou para pedir permissão. A resposta não foi das mais animadoras: "Se você beijá-la, não precisa voltar para casa". Mesmo com a negativa da esposa, Guilherme Arantes gravou o clipe, mas para amenizar sua situação compôs Um Dia, Um Adeus.

## Trilhas-Sonoras
- 1987 - Um Dia, Um Adeus fez parte da trilha-sonora da novela Mandala, da Rede Globo.
- 2009 - Em 2009, a regravação desta canção, feita pela Vanessa da Mata, fez parte da trilha-sonora da novela Cama de Gato, também da Rede Globo[4]
- 2014 - Em 2014, a regravação desta canção, feita pela Nanda Bell fez parte da trilha-sonora da novela Chiquititas do SBT.

## Regravações
| Ano  | Artista(s)/Banda                       | Álbum                                                            | Ref.  |
| ---- | -------------------------------------- | ---------------------------------------------------------------- | ----- |
| 1991 | Vários Artistas                        | Rio Show Festival - “Ao Vivo/Os Melhores Momentos” (LP, K7 e CD) | [ 5 ] |
| 2000 | Belo                                   | Desafio                                                          | [ 5 ] |
| 2001 | Leila Pinheiro                         | Mais Coisas do Brasil - Ao Vivo (CD e DVD)                       | [ 5 ] |
| 2001 | Belo                                   | Belo Ao Vivo (CD)                                                | [ 5 ] |
| 2003 | Mauricio Pereira & Turbilhão de Ritmos | Canções Que Um Dia Você Já Assobiou - vol.1 (CD)                 | [ 5 ] |
| 2005 | Isabella Taviani                       | Isabella Taviani ao Vivo (DVD)                                   | [ 5 ] |
| 2007 | VCD Para Karaokê                       | "Para você cantar e se divertir" - MPB Vol.9                     | [ 5 ] |
| 2007 | Andréa Dutra e Marcus Nabuco           | "O Amor de Uns Tempos Para Cá" (CD)                              | [ 5 ] |
| 2009 | Vanessa da Mata                        | Multishow Ao Vivo (CD e DVD)                                     | [ 6 ] |
| 2013 | Jay Vaquer                             | Antes da Chuva Chegar - Transversões: Volume 1 (CD)              | [ 7 ] |
| 2014 | Fagner                                 | Pássaros Urbanos                                                 | [ 8 ] |
| 2014 | Nanda Bell                             | Chiquititas Remix                                                |       |